# Sokołec
Sokołec (bułg. Соколец) – wieś w Bułgarii, w obwodzie Burgas, w gminie Ruen. W 2023 roku liczyła 513 mieszkańców.